# لنیکرا همیشه‌بهار
لنیکرا همیشه‌بهار (نام علمی: Lonicera sempervirens) نام یک گونه از سرده پیچ امین‌الدوله است.

## نگارخانه

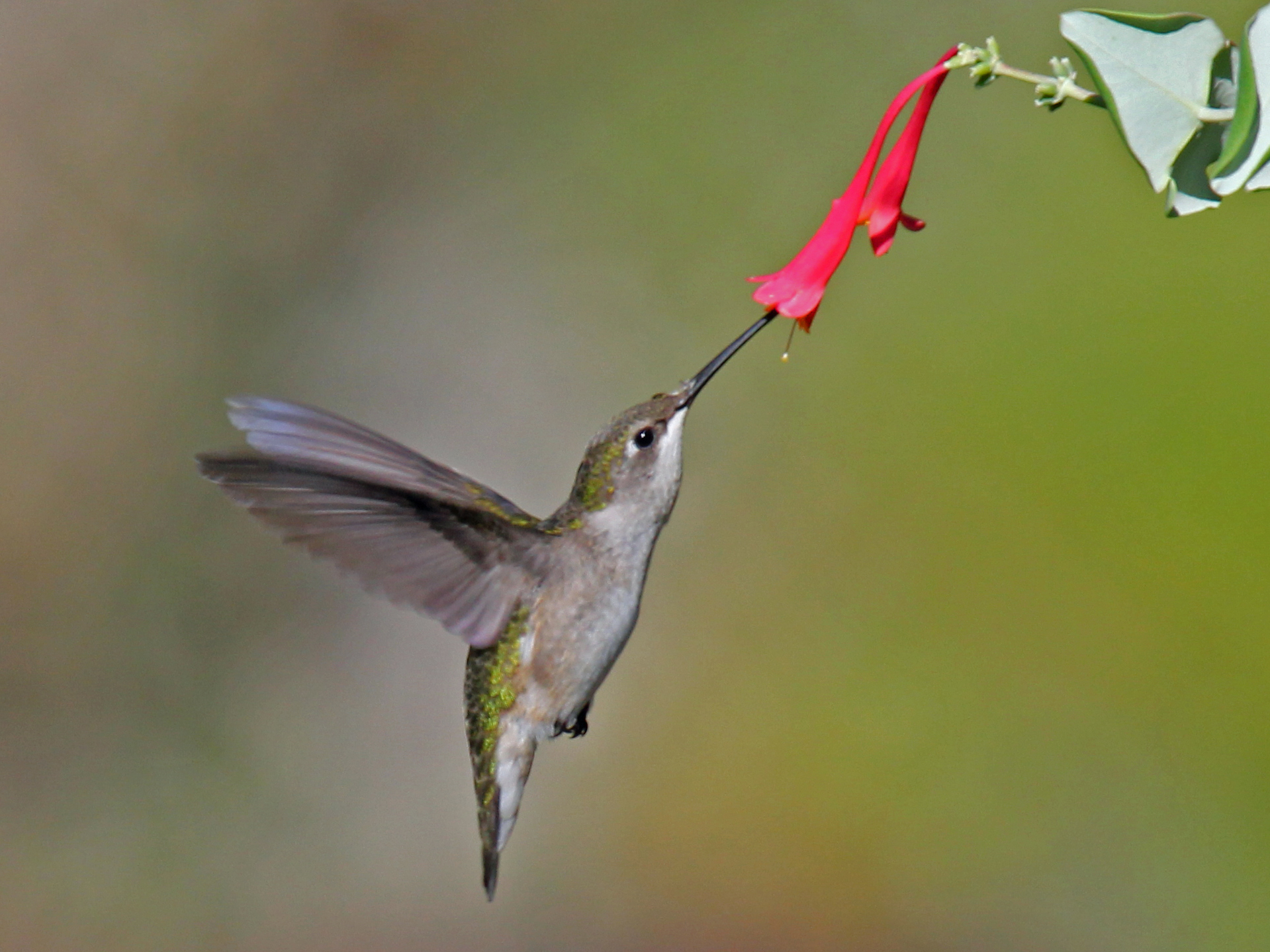
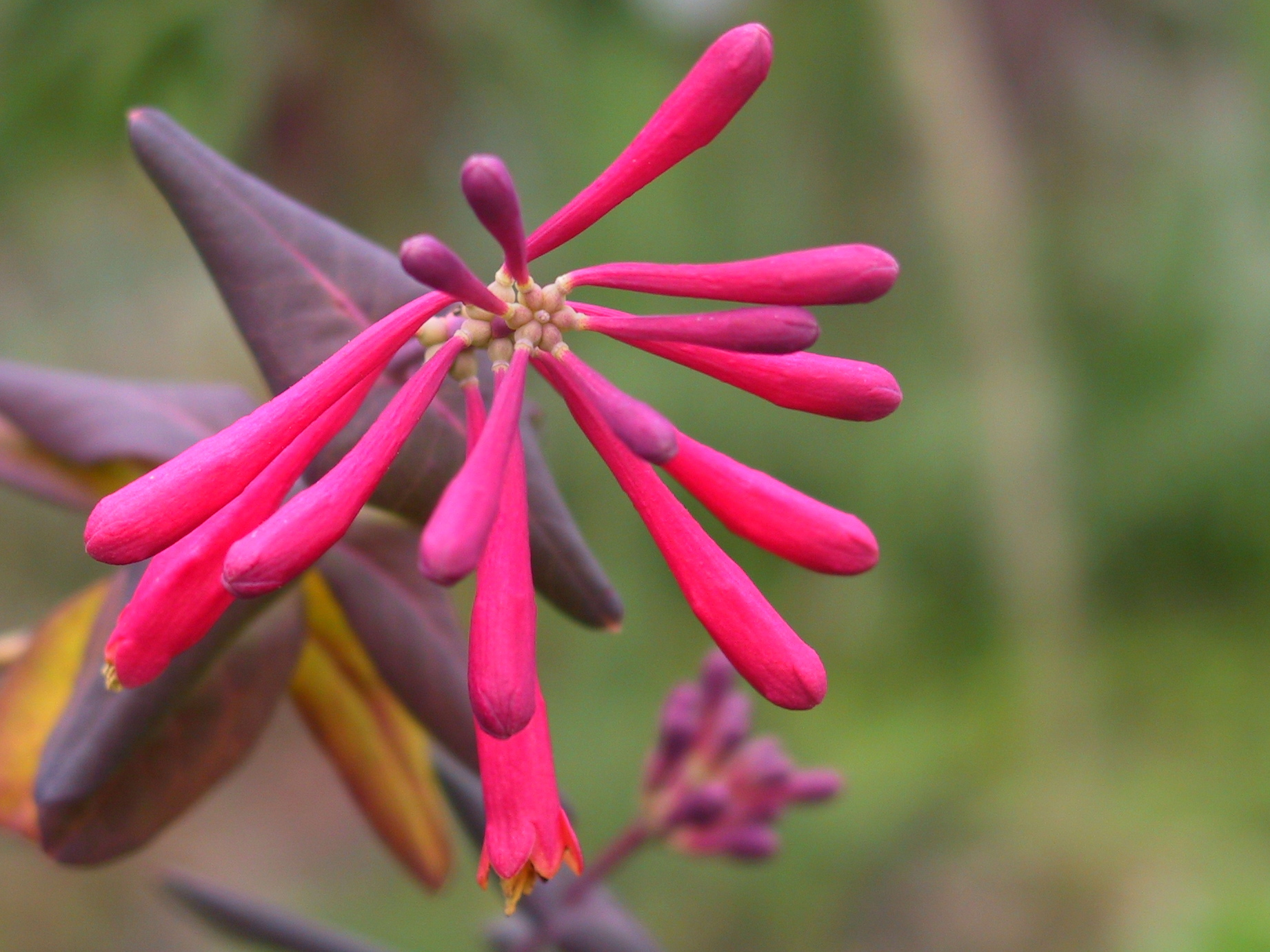
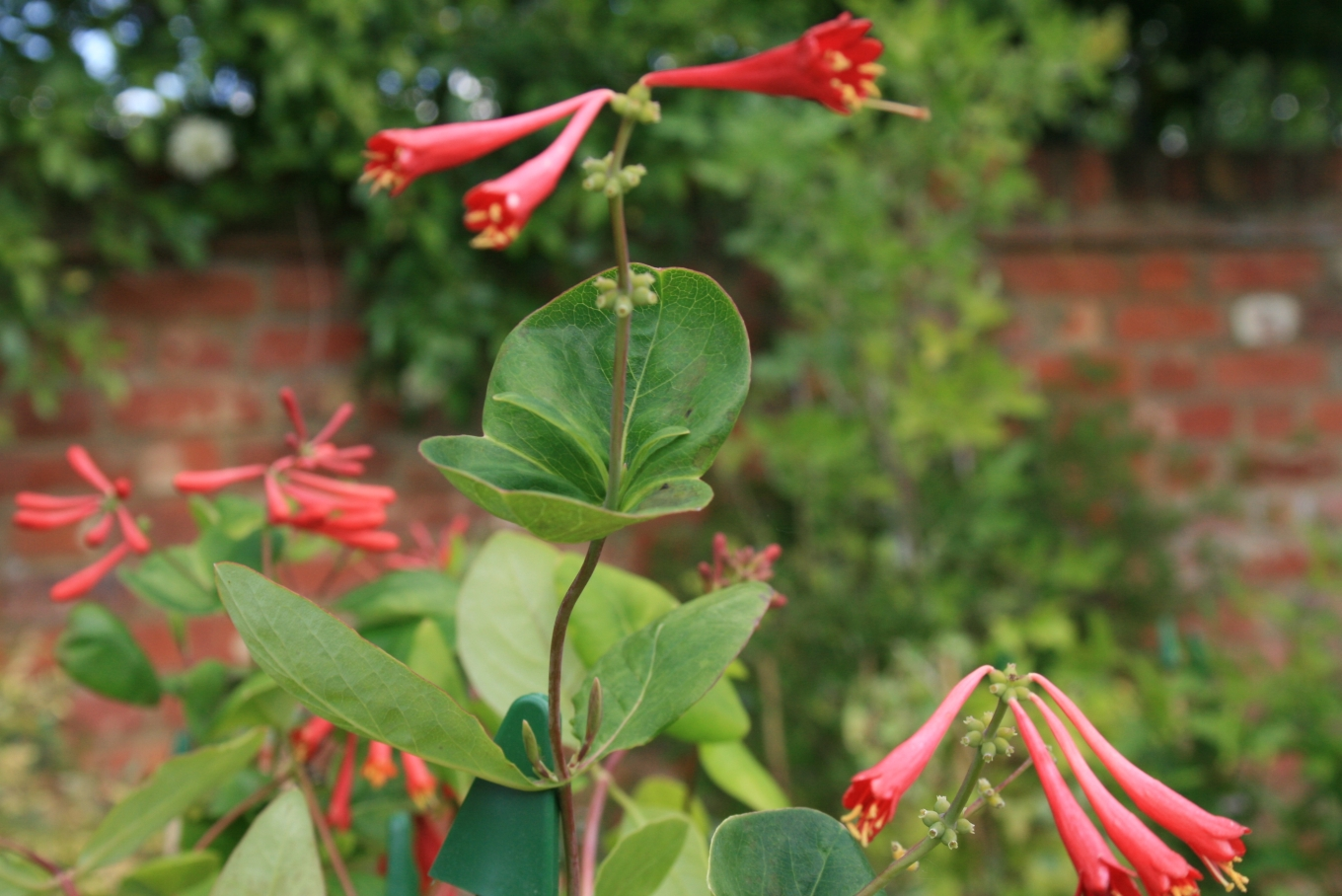
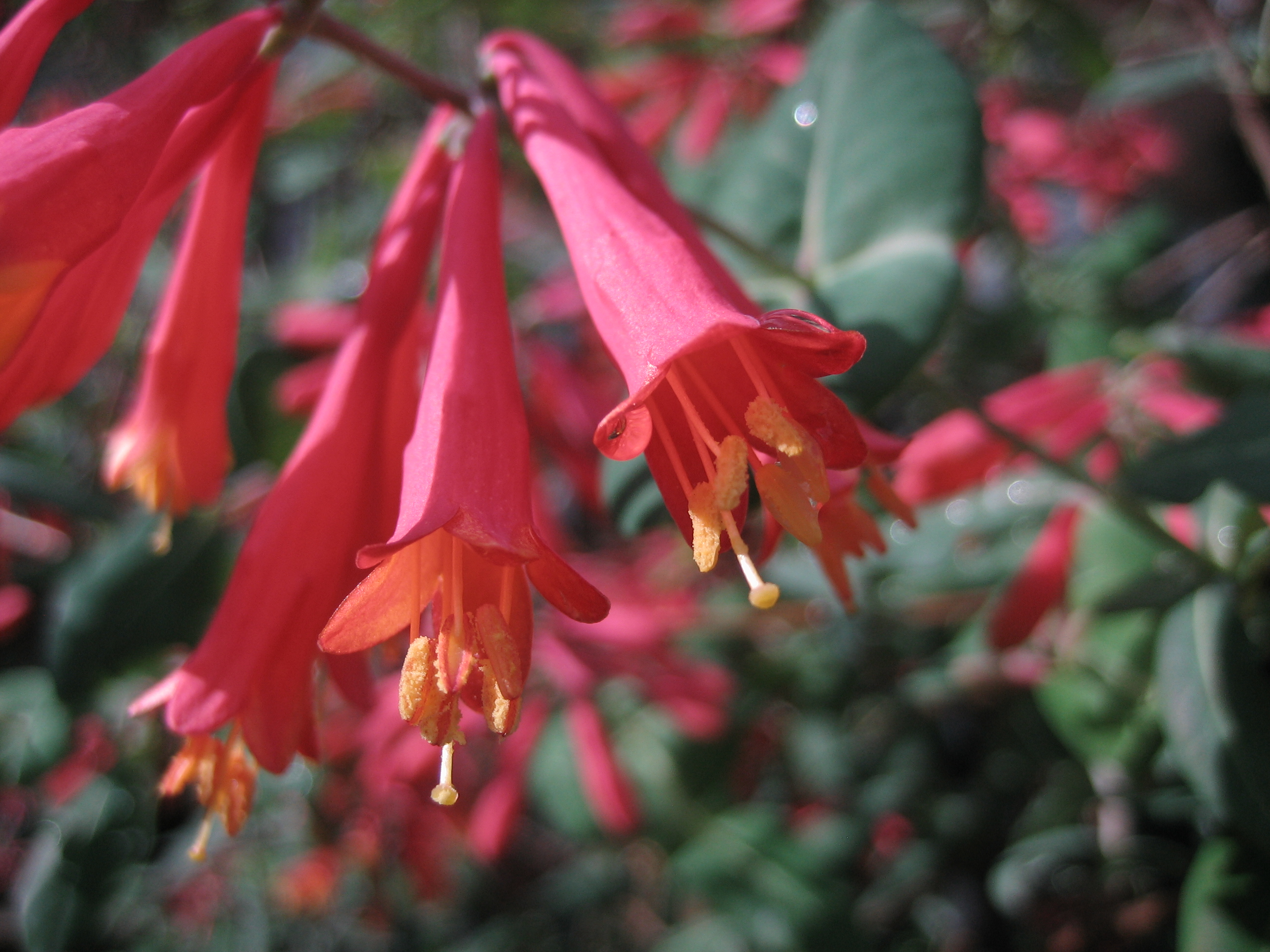